# Alasmidonta robusta
Alasmidonta robusta е изчезнал вид мида от семейство Unionidae.

## Разпространение
Този вид е бил ендемичен за Северна Каролина в окръг Монтгомъри.